# Sarkis Torossian

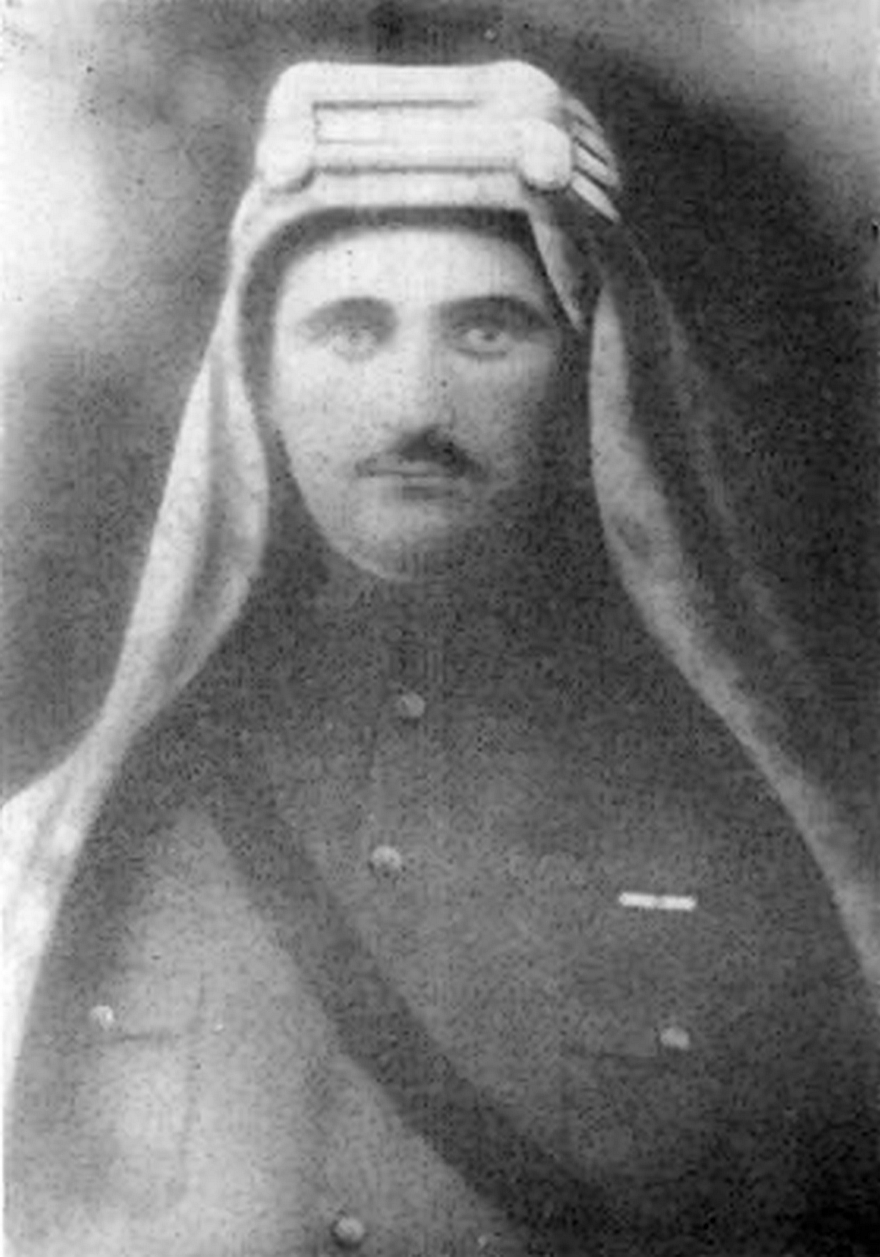
Sarkis Torossian als Kommandant der arabischen Truppen in Damaskus im Ersten Weltkrieg

Sarkis Torossian (armenisch Սարգիս Թորոսեան, türkisch Sarkis Torosyan; * 1891 in Everek bei Kayseri, Osmanisches Reich; † 17. Oktober 1954 in der Bronx, New York City) war ein hochdekorierter osmanischer Kommandant armenischer Herkunft. Seinen Memoiren zufolge war Torossian die Person, die das erste britische Schiff in der Schlacht von Gallipoli versenkte.
Bereits im frühen Alter wollte der aus der heutigen Provinz Kayseri stammende Sarkis Torossian Soldat werden, allerdings verbot das osmanisch-türkische Recht allen Nichtmuslimen den Militärdienst sowie den Waffenbesitz – bis zur Jungtürkischen Revolution 1908.
In der Schlacht von Gallipoli 1915 war der gelernte Apotheker Kommandant einer osmanischen Küstenbatterie. Cevat Pascha lobte Torossians Taten und gab an, dass die militärischen Bemühungen zur Zerstörung britischer Schiffe am effektivsten unter Torossians Kommando stattfanden. Für seine Verdienste in der Schlacht wurde Torossian von Enver Pascha mit Medaillen (Osmanlı Devleti harp madalyası) ausgezeichnet. Der Name und die Erfolge von Sarkis Torossian in der Schlacht von Gallipoli werden jedoch in der offiziellen türkischen Geschichtsschreibung aufgrund seiner armenischen Herkunft verschwiegen.
Nach eigenen Angaben desertierte er nach der Ermordung seiner Familie im Völkermord an den Armeniern und diente den Briten 1918 in Palästina.

## Schriften
- From Dardanelles to Palestine. A true story of five battle fronts of Turkey and her allies and a harem romance. Meador, Boston 1947, OCLC 608732001 (englisch).